# لشاسکوگسواتنه
لشاسکوگسواتنه (نروژی: Lesjaskogsvatnet) دریاچه‌ای در لشا، نروژ است. این دریاچه با داشتن دو خروجی، یکی در هر انتها، غیرمعمول است: هم از شرق به گودبراندسدالسلوگن و هم از غرب به راوما در دره رومسدال به نام رومسدالن می‌ریزد. این دریاچه دوشاخه به عنوان سرچشمه دو رودخانه اصلی عمل می‌کند: گودبراندسدالسلوگن (جریان جنوب/شرق) و رودخانه راوما (جریان به غرب). گودبراندسدالسلوگن (لوگن) از کف دره گودبراندزدالن می‌گذرد و به دریاچه میوسا ختم می‌شود. این دریاچه بر روی حوضه آبریز در گوشه شمال غربی سیستم زهکشی گلوما قرار دارد که بخش‌های بزرگی از نروژ شرقی را شامل می‌شود.
در دهه ۱۶۶۰ برای خدمت به کارخانه آهن لششا سدی روی دریاچه ساخته شد. انتهای شرقی ۳ متر بلند شد، انتهای غربی (راوما) توسط یک دیوار سنگی کوچک بلند شد. قبلاً دریاچه کوتاه‌تر بود و در قسمتی که اکنون انتهای غربی دریاچه است متمرکز بود. حدود ۶۷٪ از آب به راوما می‌ریزد، اگر سطح آب پایین باشد حدود ۸۰٪ به راوما می‌ریزد. پوسیدگی گیاهان و ماهی‌ها در کف دریاچه باعث تولید گاز می‌شود که در زمستان در زیر یخ گیر می‌کند. حوضه آبریز طی هزاران سال به شرق منتقل شده‌است زیرا رودخانه‌ها و یخچال‌های طبیعی به سمت غرب بیشتر در سنگ بستر فرومی‌روند، به ویژه در قسمت بالای رودخانه راوما در نزدیکی روستای ورما.
جاده ئی۱۳۶ اروپا و خط راوما در امتداد دریاچه قرار دارند.